# Campovico
Campovico (Camvigh in dialetto valtellinese, AFI: [ˌkãˈviːk]) è una frazione del comune di Morbegno, in Provincia di Sondrio. Fino al 1939 è stato comune autonomo.
È collegato alla città dal settecentesco Ponte di Ganda e confina ad est con la frazione di Paniga e a sud con il fiume Adda. La  Chiesa Parrocchiale di Campovico, intitolatata alla Visitazione della Beata Vergine, fu costruita a partire dal 1665 e consacrata nel 1706.

## Testimonianze storiche
Giovanni Guler von Weineck, che fu governatore grigione della Valtellina dal 1587 al 1588, così descrive l'abitato di Campovico:
(Giovanni Guler von Weineck, 1616)